# Квакша-гребец
Квакша-гребец (лат. Hypsiboas crepitans) — вид земноводных из семейства квакш (Hylidae).
Общая длина достигает 8—10 см. Днём её окраска сверху почти белого цвета, с рисунком, напоминающим поблекшее письмо, а ночью окраска может стать светло-каштаново-коричневого цвета. Снизу она оранжево-жёлтая. Глаза большие, сине-зелёного цвета. Голос квакши напоминает шум, издаваемый вёслами при погружении в воду, отсюда название.
Любит субтропические или тропические леса, саванны, реки, озёра, болота, пахотные земли, пастбища, плантации, сельские сады, городские районы. Встречается на высоте до 2300 метров над уровнем моря. Активна в сумерках. Питается насекомыми, членистоногими.
Самка откладывает яйца, прикрепляя их под водой к растениям. Головастики проходят метаморфоз в воде, достаточно прожорливые.
Вид распространён в Панаме, Колумбии, Венесуэле, Гайане, Суринаме, Гвиане, Бразилии, а также на острове Тринидад.